# Дорошівка (Могилів-Подільський район)
Дорошівка — село в Україні, у Ямпільській міській громаді Могилів-Подільського району Вінницької області. Населення становить 486 осіб.
Село є мальовничою подільською перлиною. Подолян, умовно, поділяли на східних та західних по р. Мурафі. Правий берег населяють західні подоляни-населення Дорошівки.

## Історія
Старожили села стверджують, що засновником поселення був козак Дорош. Саме він заснував в цій місцевості хутір та залишив для господарювання свого сина. З плином часу тут стали оселятися інші жителі з сусіднього села — так виникло поселення, що отримало назву Дорошівки.
У середині 18-го століття виник прихід. В 1767 році за бажанням власника села графа Потоцького приходським священником був назначений Сімеон Слутикевич, висвячений до служби православним єпископом Бессарабії та прийнятий до унії Брацлавським офіціалом. У роки прийняття унії в Дорошівці проживали 297 осіб: 147 чоловічого полу та 150 жіночого. У 1899 році ці цифри склали: 577 чоловічого та 594 жіночого полу.
За переказами перша церква в Дорошівці була в урочищі «Виков» (місцеві ще називають цю частину села «Гвеків»). Тут знаходили кістки з поховань, залишки фундаменту, в 1898 році тут було знайдений церковний спис.
Інша церква, за переказами, знаходилася на старовинному цвинтарі, що розташовувався в селі. Ця церква була зруйнована татарами. Замість неї у 1774 році з благословення греко-католицького митрополита Льва Шептицького була збудована нова церква в ім'я преподобної Параскеви, і проіснувала до 1859 року. Була церква дерев'яною, побудованою в зруб з круглих дубових колод у вигляді великої хати з трьома відділеннями, вкрита соломою, а ззовні та зсередини вимазана глиною. На церкві був встановлений дерев'яний хрест, який пізніше був замінений на залізний. Церква мала два дзвони, що були закріплені на чотирьох стовпах. Саме це стало причиною уваги до неї з боку влади, що розцінила такий стиль встановлення дзвонів як католицький та розпорядилася церкву розібрати (що й було зроблено), а замість неї побудувати нову церкву.
Так у 1857 році на казенні кошти почали будувати нову церкву, і закінчили будівництво в 1860 році. Церков побудували з дубових брусів, однокупольну, хрестоподібну, вкриту ґонтом. Церковні землі склали 1 десятину 1752 сажні садибної ділянки та 40 десятин 1584 сажнів пахотних та сінокосних земель. Земель мало бути набагато більше, але люстраційна комісія 1870 року значно зменшила їх кількість. У тому ж році (1860) відкрилась церковно-приходська школа, а шкільне приміщення було побудоване у 1895 році.
7 (20) листопада 1917 року, відповідно до Третього Універсалу Української Центральної Ради, увійшло до складу Української Народної Республіки.
12 червня 2020 року, відповідно до Розпорядження Кабінету Міністрів України № 707-р «Про визначення адміністративних центрів та затвердження територій територіальних громад Вінницької області», увійшло до складу Ямпільської міської громади.
19 липня 2020 року, в результаті адміністративно-територіальної реформи та ліквідації Ямпільського району, село увійшло до складу новоутвореного Могилів-Подільського району.

## Населення
Згідно з переписом УРСР 1989 року чисельність наявного населення села становила 614 осіб, з яких 259 чоловіків та 355 жінок.
За переписом населення України 2001 року в селі мешкало 486 осіб. 100 % населення вказало своєю рідною мовою українську мову.

## Пам'ятки
- Берека — ботанічна пам'ятка природи місцевого значення.

## Відомі люди
- Бабій Ганна Єфросинівна — народна майстриня подільського розпису 1925 р.н.
- Березяк Віктор  — з 1987 року займається історико-краєзнавчими дослідженнями історії села Буша (правда, не про рідне село). Хай вибачать дорошівчани. Автор книг «Атлантида: сторінки прадавньої української історії», Київ — 2012, «Таємниця Святого Христофора», Київ — 2014, «Таємниця Пресвятої Діви Богородиці», Київ — 2019, автор кількох досліджень: «Історія людства протягом 58 тисяч років» та «Пошуки Планети Богів» (Інтернет-ресурс), «Історія містотворення Буші» (частина перша-третя), автор серії публікацій «Розвідок у галузі прадавньої української історії» у журналі «Науковий Світ», № 11, 12 2010 рік, № 1-№ 12 2011 рік …
- Боднар (Шахова) Катерина Василівна — фронтовичка, боролась проти фашистсько-нацистських загарбників. У повоєнні роки займалась педагогічною діяльністю. Викладала мову та літературу у Дорошівській початковій сільській школі.
- Боднар Віктор Микитович — боровся проти фашистсько-нацистських поневолювачів, льотчик. Після війни займався педагогічною діяльністю. Був викладачем Дорошівської середньої школи. Викладав німецьку мову. Говорив: «Німці володіють мовою на „5“, я — на „4“. А на скілько знаєш мову ти?».
- Войтенко Валентин Григорович (1953) — український журналіст, економіст, державний службовець, автор багатьох публіцистичних творів, науково-популярних статей та збірників — зокрема, словника — довідника «Податки: у термінах і визначеннях».
- Наконечний Федір Юхимович (1884—1921) — український громадський та політичний діяч. Уповноважений у закордонних зв'язках ЦУПКОМу.
- Сокиран Сергій Володимирович — народився 27 липня 1972 року у селі Дорошівка Ямпільського району Вінницької області. На службі в органах внутрішніх справ — з 1994 року.
- Цуркан (Березяк) Лідія Терентіївна — технік-геодезист, та вихователь дошкільного навчального закладу.